# Petar Alkantarski
Sveti Petar Alkantarski (španjolski: Pedro de Alcántara) rođen kao Juan de Garabito i Vilela de Sanabria (Alcântara, 1499. – Arenas de San Pedro, 18. listopada 1562.) - španjolski katolički svećenik, svetac, franjevac, reformator, mistik, pisac i propovijednik
Rođen je u plemićkoj obitelji. Otac mu je bio guverner Alcântare. Studirao je pravo na Sveučilištu u Salamanci, ali napustio je studij i započeo vjerski život 1515. godine u franjevačkom samostanu, gdje je uzeo redovničko ime Petar Alkantarski. Zaređen je 1524. s 25 godina.
Putovao je u Portugal 1539. godine kako bi pomogao svom rođaku Martínu de Santa Maria Benavidesu u reformi jedne od franjevačkih provincija. Od 1542. do 1544. bio je skrbnik i voditelj franjevačkih novaka u Palhaisu. Smrću oca Martína, 1546. godine, Petar Alkantarski nastavio je svoje djelo, što je, stoga, portugalski kralj Ivan III. visoko cijenio.
Ubrzo se nastanio u području Serra da Arrábida kod portugalskoga grada Setúbala i ondje je pomogao osnovati niz samostana. Napisao je cijelo pravilo te redovničke zajednice.
1555. započeo je reformu Reda manje braće kapucina kroz "alkantarinska" pravila, danas poznata kao "strogo poštovanje". Od pape Julija III. izmolio je 1555. godine da smije osnovati stroži ogranak franjevačkog života, tzv. diskalceate ili bosonoge franjevce, a po njemu alkantarince. Na kraju je protjeran iz Portugala kada je u zemlju uveden liberalizam. 1557. bio je ponovno u Kraljevini Portugalu, koju je jako volio.
Bio je zapažen propovjednik i mistik, prijatelj i ispovjednik svete Terezije Avilske, kojoj je pomogao 1559. godine u zadaći da reformira Red karmelićana, zajedno sa svetim Ivanom od Križa. Napisao je "Ugovor o molitvi i meditaciji" koji je pročitao sv. Franjo Saleški. Sv. Franjo Borgia za njega je rekao: "Tvoj izuzetni uspjeh, posebna je utjeha za mene".
Napisao je djela: O molitvi i razmatranju, zatim Komentar Psalma 51, za Provinciju Sv. Gabrijela i Sv. Josipa Statute i Konstitucije, te jedanaest pisama.
Bio je poznat po ekstazama, nebeskim milostima, levitacijama i ljubavi prema Svetome Sakramentu, privlačio je mnoštvo ljudi na svoje svete mise kamo god je išao. Jako je malo jeo, nekada jednom u tri dana, a nekada po cijeli tjedan nije ništa jeo. Jako je malo i spavao i to sjedečki. Zaštitnik je noćnih stražara, Brazila i euharistijskoga klanjanja.